# Tobyl Qostanai
Der FK Tobyl Qostanai (kasachisch Тобыл Футбол Клубы / Tobyl Futbol Kluby; russisch Тобол футбольный клуб / Tobol futbolny klub) ist ein Fußballverein aus der nordkasachischen Stadt Qostanai. Die größten Erfolge des Vereins sind der Gewinn der Meisterschaft 2010, 2021 und des Kasachischen Pokals im Jahre 2007 und 2023. Der FK Tobol Qostanai ist Gründungsmitglied der kasachischen Premjer-Liga und nimmt an deren Spielbetrieb mit Ausnahme der zwei Spielzeiten 1997 und 1998 durchgehend teil. In der ewigen Tabelle der Kasachischen Liga liegt der Club nach der Saison 2011 auf dem dritten Platz.

## Geschichte

### Namensentwicklung
Der Verein wurde im Jahre 1967 unter dem Namen Awtomobilist Kustanai (Автомобилист Кустанай) gegründet und nahm nur an der regionalen Meisterschaft teil. 1982 erfolgte die Umbenennung in Energetik Kustanai (Энергетик Кустанай). Von 1990 bis 1991 hieß der Klub Kustanajez Kustanai (Кустанаец Кустанай), nach der Unabhängigkeit des Landes nannte er sich in Chimik Qostanai (Химик Қостанай) um und nahm unter diesem Namen am Spielbetrieb der neuen kasachischen Superliga teil. Nach der Saison 1994 gab er sich den heutigen Vereinsnamen, der sich von dem kasachischen Namen des Flusses Tobol ableitet.

### Sowjetische Meisterschaft
Das Team nahm von 1967 bis 1970 und von 1982 bis 1991 insgesamt vierzehn Mal an der sowjetischen Meisterschaft teil. Alle Spielzeiten wurden in der dritten Liga der Sowjetunion verbracht.

### Kasachische Meisterschaft

#### 1992–2001: Mittelmaß und Abstieg
In den ersten Jahren nach der Unabhängigkeit Kasachstans im Dezember 1991 belegte Tobyl Plätze im hinteren Mittelfeld. 1996 stieg der Klub aus der Superliga in die Erste Liga ab, kehrte aber zwei Jahre später wieder in die Eliteklasse zurück. Wiederum erreichte die Mannschaft Mittelfeldplätze.

#### 2002–2010: Kampf um die Meisterschaft und die ersten nationalen Titel
2002 wurde der Verein in der regulären Saison Vierter und qualifizierte sich somit für die Meisterschaftsendrunde, die das Team als Dritter abschloss. Im nächsten Jahr gelang die erste Vizemeisterschaft mit zwei Punkten Rückstand auf Irtysch Pawlodar. Außerdem stand der Klub im Pokalfinale, jedoch konnte sich der Gegner Kairat Almaty mit 3:1 durchsetzen. Im selben Jahr gab man sein internationales Debüt im UEFA Intertoto Cup, wo man bis in die dritte Runde vorstoßen konnte. Die Meisterschaft 2004 beendete der Verein auf dem dritten Platz.
Auch in den folgenden Jahren spielte Tobyl um die Meisterschaft mit, was aus der Verpflichtung von Dmitri Ogai als Cheftrainer resultierte. Der Verein erreichte neben der Vizemeisterschaften in den Jahren 2005 und 2007 den dritten Platz in der Saison 2006. 2007 konnte zum ersten Mal der Gewinn des kasachischen Pokals gefeiert werden. Im Finale wurde Ordabassy Schymkent mit 3:0 bezwungen. Die Saison 2008 beendete der Verein erneut auf dem zweiten Platz, als gegen den FK Aqtöbe das entscheidende Spiel um den ersten Platz nach Elfmeterschießen verloren wurde, da die beiden Teams die reguläre Saison punktgleich abschlossen. 120 Minuten brachten im Zentralstadion Almaty vor 16.000 Zuschauern keinen Sieger hervor, es stand 1:1. Den Führungstreffer in der 49. Minute durch den moldawischen Legionär Alexandru Golban egalisierte zwanzig Minuten später durch einen verwandelten Elfmeter der Verteidiger des FK Aqtöbe Samat Smaqow. Das anschließende Elfmeterschießen entschied der FK Aqtöbe mit 4:2 für sich.
In der Spielzeit 2009 wurde ein enttäuschender vierter Platz belegt, was den Rauswurf von Ogai als Cheftrainer zur Folge hatte. In der Saison 2010 konnte zum ersten Mal der langersehnte Meistertitel mit dem neu verpflichteten Cheftrainer Rawil Sabitow gefeiert werden. Unter der Leitung des russischen Spezialisten konnte sich die Mannschaft am Ende der Spielzeit mit einem Punkt Vorsprung vor dem zweitplatzierten Dauerrivalen FK Aqtöbe durchsetzten.

#### 2011–2017: Rückkehr zum Mittelmaß
Im Jahr 2011 stand Tobyl zum dritten Mal im Finale des kasachischen Pokals. Im Zentralstadion Almaty erwies sich allerdings Ordabassy Schymkent nach einem 0:1 als die stärkere Mannschaft. In der Premjer-Liga konnte der amtierende Meister seine Erwartungen jedoch nicht im Ansatz erfüllen. Als Siebtplatzierter der Hauptrunde landete man in der Abstiegsrunde, die man aber souverän als Bestplatzierter abschloss und damit den siebten Platz hielt.
Auch in den darauffolgenden Jahren war Tobyl kein ernsthafter Konkurrent im Kampf um die Meisterschaft und landete meist in der nicht selten umkämpften Abstiegsrunde. Die schwächste Saison war hierbei jene im Jahr 2014, wo man die Hauptrunde auf Platz 8 abschloss. Zudem wurden dem Verein drei Punkte abgezogen, was den Klassenerhalt umso mehr erschwerte. Am Ende sprang man immerhin auf den siebten Platz, jedoch mit nur einem Punkt Vorsprung auf den Relegationsplatz. Mit einem fünften Platz im Jahr 2017 kehrte Tobyl nach sieben Jahren Pause in den Europapokal zurück, da der damalige Drittplatzierte Ordabassy Schymkent keine UEFA-LIzenz erhalten hatte.

#### 2018–heute: Zurück an die Spitze
2018 gelang Tobyl erstmals seit dem Meistertitel 2010 der Sprung in die Top 3. Auf den damals dominanten FK Astana hatte man jedoch noch beträchtliche 24 Punkte Rückstand.
2020 gelang es dem Verein, sich die Vizemeisterschaft zu sichern. Die Saison wurde wegen der COVID-19-Pandemie auf 20 Spieltage gekürzt, am Ende hatte man dennoch sieben Punkte Rückstand auf Kairat Almaty. Selbiger war es, den man im Halbfinale des kasachischen Supercups begegnete. In einer verrückten Partie stand es nach Verlängerung 3:3, Kairat Almaty spielte die gesamte Verlängerung über in Unterzahl. Tobyl gewann die Partie aber im Elfmeterschießen und traf im Finale auf den FK Astana. Auch diesmal setzte sich der Verein aus Qostanai im Elfmeterschießen durch und gewann damit seinen ersten Supercup-Titel. Es war die einzige Ausgabe des Wettbewerbs mit vier Teilnehmern.
Der Sieg im Supercup sollte eine neue Ära im Verein einleiten, der seither regelmäßig nationale Titel gewinnt. Noch im selben Jahr sicherte sich Tobyl den zweiten Meistertitel mit vier Punkten Vorsprung auf den FK Astana. Daraufhin verteidigte man den Supercup-Titel mit einem 2:1 über Kairat Almaty.
Der Verein nahm durch die meist sehr guten Platzierungen regelmäßig am Europapokal teil. 2023 wurde erstmals die Play-off-Runde zur UEFA Europa Conference League erreicht, die jedoch recht deutlich verloren wurde. Wenige Monate später schlug man den amtierenden Meister Ordabassy Schymkent im Pokalfinale mit 1:0, weshalb es das gleiche Duell im Supercup gab. Auch diesen gewann man, nachdem man beim Stand von 1:1 die Partie im Elfmeterschießen entschied. Die Liga-Saison 2023 konnte im Gegenzug aber nur auf Platz 8 beendet werden.

## Stadion
Der Verein trägt seine Heimspiele im 8.300 Zuschauer fassenden Zentralstadion Qostanai aus, das 1964 erbaut und 2002 modernisiert wurde.

## Sponsoren
Ausrüster vom Tobyl Qostanai ist der deutsche Sportartikel-Hersteller Adidas.

## Europapokalbilanz
International trat Tobyl erstmals mit der Teilnahme am UEFA Intertoto Cup 2003 in Erscheinung, wobei die Mannschaft in der ersten Runde den polnischen Teilnehmer Polonia Warschau nach zwei Siegen (3:0 in Warschau und 2:1 in Qostanai) bezwang. In der zweiten Runde wurden erneut zwei Siege, 2:0 und 1:0 gegen VV St. Truiden aus Belgien, gefeiert. In der dritten Runde wurden beide Partien gegen den österreichischen Verein ASKÖ Pasching mit 0:1 und 0:3 verloren, und Tobyl schied aus. In der Saison 2006/07 wurde das Team in der ersten Qualifikationsrunde des UEFA-Pokals vom FC Basel aus der Schweiz aus dem Wettbewerb geworfen.
Im Intertoto Cup 2007 wurde der erste Gegner FC Sestaponi aus Georgien knapp überwunden, als nach dem ungefährdeten 3:0-Heimsieg das Rückspiel mit 0:2 verloren ging. In der zweiten Runde wurde der tschechische Verein Slovan Liberec und in der dritten Runde OFI Kreta aus Griechenland nach zwei gegentorlosen Siegen bezwungen. Somit qualifizierte sich der Verein für den UEFA-Pokal 2007/08, wo allerdings gleich in der zweiten Qualifikationsrunde sich der polnische Vertreter Dyskobolia Grodzisk als der stärkere erwies.
Der nächste Auftritt auf der europäischen Bühne endete gleich in der ersten Qualifikationsrunde des UEFA-Pokals 2008/09, als Tobyl knapp an dem österreichischen Kontrahenten FK Austria Wien nach einem 1:0-Heimerfolg und einer 0:2-Auswärtsniederlage scheiterte. In der Qualifikation zur neuen UEFA Europa League 2009/10 musste sich der Verein mit dem türkischen Vertreter Galatasaray Istanbul messen und schied nach einem Unentschieden im Hinspiel und anschließender Auswärtsniederlage aus. Nachdem Tobyl den vierten Platz in der kasachischen Liga des Jahres 2009 belegt hatte, durfte der Verein an der ersten Qualifikationsrunde für die UEFA Europa League 2010/11 teilnehmen und scheiterte nach zwei Niederlagen bereits an der ersten Hürde HŠK Zrinjski Mostar.
In der Europasaison 2011/12 debütierte die Mannschaft aus Qostanai infolge des kasachischen Meistertitels aus dem Jahr 2010 in der Champions League. Der erste Auftritt in der Königsklasse endete bereits nach der zweiten Qualifikationsrunde, wo sich der slowakische Meister ŠK Slovan Bratislava durchsetzen konnte.
Nach sieben Jahren Pause spielte Tobyl Qostanai in der Saison 2018/19 wieder in der Qualifikation zur UEFA Europa League. Diesmal gewann man in der 1. Runde beide Spiele gegen den georgischen Vertreter FC Samtredia. Anschließend spielte man gegen Pjunik Jerewan aus Armenien. Das Hinspiel wurde zuhause mit 2:1 gewonnen, daraufhin unterlag man in Jerewan jedoch mit 0:1 und schied aufgrund der Auswärtstorregel aus.
Den nächsten internationalen Anlauf nahm man in der UEFA Europa League 2019/20. Gegen den luxemburgischen Vertreter Jeunesse Esch endeten beide Spiele unentschieden. Auswärts spielte man 0:0, zuhause 1:1 – folglich musste man erneut aufgrund der Auswärtstorregel vom internationalen Parkett abkehren.
In der erstmaligen Teilnahme an der UEFA Europa Conference League verlor man in der 1. Qualifikationsrunde das Hinspiel gegen den kroatischen Traditionsvereim Hajduk Split mit 0:2. Jedoch konnte Tobyl diesen Rückstand noch gänzlich drehen und siegte im Rückspiel nach Verlängerung mit 4:1. In der 2. Runde verlor man jedoch beide Spiele gegen MŠK Žilina aus der Slowakei und schied aus.
Die zweite Teilnahme an der Qualifikation zur UEFA Champions League endete genauso rasch wie die erste elf Jahre zuvor. In der 1. Runde unterlag man Ferencváros Budapest nach einem torlosen Hinspiel mit 1:5. Daraufhin konnte man in der 2. Qualifikationsrunde der UEFA Europa Conference League gegen Lincoln Red Imps FC beide Spiele gewinnen. Wie schon 2010 scheiterte man in der 3. Runde schlussendlich an Zrinjski Mostar.
Die bisher beste internationale Leistung legte Tobyl in der Saison 2023/24 hin. Zuerst setzte man sich in der 1. Qualifikationsrunde zur UEFA Europa Conference League gegen den finnischen FC Honka Espoo durch. In der 2. Runde gewann man das Hinspiel gegen den FC Basel auswärts mit 3:1. Zuhause verlor man zwar mit 1:2, doch das Gesamtergebnis ließ die Sensation gegen die Schweizer zu. In der 3. Runde gegen den irischen Vertreter Derry City endeten beide Partien jeweils mit 1:0 für die Heimmannschaft. Daraufhin setzte sich Tobyl im Elfmeterschießen durch. Damit erreichte der Verein erstmals die Play-off-Runde der Qualifikation eines internationalen Wettbewerbs. Jedoch verlor man in dieser beide Spiele gegen Viktoria Pilsen und schied aus.
| Saison  | Wettbewerb                    | Runde                  | Gegner               | Gesamt          | Hin     | Rück          |
| ------- | ----------------------------- | ---------------------- | -------------------- | --------------- | ------- | ------------- |
| 2003    | UEFA Intertoto Cup            | 1. Runde               | Polonia Warschau     | 5:1             | 3:0 (A) | 2:1 (H)       |
| 2003    | UEFA Intertoto Cup            | 2. Runde               | VV St. Truiden       | 3:0             | 2:0 (A) | 1:0 (H)       |
| 2003    | UEFA Intertoto Cup            | 3. Runde               | ASKÖ Pasching        | 0:4             | 0:1 (H) | 0:3 (A)       |
| 2006/07 | UEFA-Pokal                    | 1. Qualifikationsrunde | FC Basel             | 1:3             | 1:3 (A) | 0:0 (H)       |
| 2007    | UEFA Intertoto Cup            | 1. Runde               | FC Sestaponi         | 3:2             | 3:0 (H) | 0:2 (A)       |
| 2007    | UEFA Intertoto Cup            | 2. Runde               | Slovan Liberec       | 3:1             | 1:1 (H) | 2:0 (A)       |
| 2007    | UEFA Intertoto Cup            | 3. Runde               | OFI Kreta            | 2:0             | 1:0 (H) | 1:0 (A)       |
| 2007/08 | UEFA-Pokal                    | 2. Qualifikationsrunde | Dyskobolia Grodzisk  | 0:3             | 0:1 (H) | 0:2 (A)       |
| 2008/09 | UEFA-Pokal                    | 1. Qualifikationsrunde | FK Austria Wien      | 1:2             | 1:0 (H) | 0:2 (A)       |
| 2009/10 | UEFA Europa League            | 2. Qualifikationsrunde | Galatasaray Istanbul | 1:3             | 1:1 (H) | 0:2 (A)       |
| 2010/11 | UEFA Europa League            | 1. Qualifikationsrunde | HŠK Zrinjski Mostar  | 2:4             | 1:2 (H) | 1:2 (A)       |
| 2011/12 | UEFA Champions League         | 2. Qualifikationsrunde | ŠK Slovan Bratislava | 1:3             | 0:2 (A) | 1:1 (H)       |
| 2018/19 | UEFA Europa League            | 1. Qualifikationsrunde | FC Samtredia         | 3:0             | 1:0 (A) | 2:0 (H)       |
| 2018/19 | UEFA Europa League            | 2. Qualifikationsrunde | FC Pjunik Jerewan    | (a)2:2(a)       | 2:1 (H) | 0:1 (A)       |
| 2019/20 | UEFA Europa League            | 1. Qualifikationsrunde | Jeunesse Esch        | (a)1:1(a)       | 0:0 (A) | 1:1 (H)       |
| 2021/22 | UEFA Europa Conference League | 2. Qualifikationsrunde | Hajduk Split         | 4:3             | 0:2 (A) | 4:1 n. V. (H) |
| 2021/22 | UEFA Europa Conference League | 3. Qualifikationsrunde | MŠK Žilina           | 0:6             | 0:1 (H) | 0:5 (A)       |
| 2022/23 | UEFA Champions League         | 1. Qualifikationsrunde | Ferencváros Budapest | 1:5             | 0:0 (H) | 1:5 (A)       |
| 2022/23 | UEFA Europa Conference League | 2. Qualifikationsrunde | Lincoln Red Imps FC  | 3:0             | 2:0 (H) | 1:0 (A)       |
| 2022/23 | UEFA Europa Conference League | 3. Qualifikationsrunde | HŠK Zrinjski Mostar  | 1:2             | 0:1 (A) | 1:1 (H)       |
| 2023/24 | UEFA Europa Conference League | 1. Qualifikationsrunde | FC Honka Espoo       | 2:1             | 2:1 (H) | 0:0 (A)       |
| 2023/24 | UEFA Europa Conference League | 2. Qualifikationsrunde | FC Basel             | 4:3             | 3:1 (A) | 1:2 (H)       |
| 2023/24 | UEFA Europa Conference League | 3. Qualifikationsrunde | Derry City           | 1:1 (6:5 i. E.) | 1:0 (H) | 0:1 n. V. (A) |
| 2023/24 | UEFA Europa Conference League | Play-offs              | Viktoria Pilsen      | 1:5             | 1:2 (H) | 0:3 (A)       |
| 2024/25 | UEFA Europa League            | 1. Qualifikationsrunde | MFK Ružomberok       | 3:5             | 2:5 (A) | 1:0 (H)       |
| 2024/25 | UEFA Conference League        | 2. Qualifikationsrunde | FC St. Gallen        | 1:5             | 1:4 (A) | 0:1 (H)       |

Gesamtbilanz: 52 Spiele, 19 Siege, 9 Unentschieden, 24 Niederlagen, 49:65 Tore (Tordifferenz −16)

## Teilnahmen am GUS-Pokal
Durch den ersten Gewinn der kasachischen Meisterschaft nahm das Team im Jahre 2011 am GUS-Pokal teil. In der Vorrunde wurde zuerst der usbekische Vertreter Bunyodkor Taschkent mit 2:1 besiegt. Anschließend folgte ein 2:2-Unentschieden gegen MIKA Aschtarak aus Armenien und eine 0:3-Niederlage gegen den lettischen Verein Skonto Riga. Resultierend schied das Team aus Qostanai bereits in der Vorrunde aus.

## Erfolge und Statistiken

### Meisterschaftserfolge
- Kasachische Meisterschaft:
  - Meister: 2010, 2021

### Pokalerfolge
- Kasachischer Fußballpokal:
  - Sieger: 2007, 2023
  - Finalist: 2003, 2011

- Kasachischer Supercupsieger: 
  - Sieger: 2021, 2022, 2024
  - Finalist: 2008, 2011

### Torschützenkönige
| Spieler           | Saison | Tore |
| ----------------- | ------ | ---- |
| Ulugbek Baqoyev   | 2004   | 22   |
| Alexandru Golban  | 2008   | 13   |
| Wladimir Baýramow | 2009   | 20   |
| Ulugbek Baqoyev   | 2010   | 16   |

### Fußballer des Jahres
| Spieler              | Jahr |
| -------------------- | ---- |
| Nurbol Schumasqaliew | 2003 |
| Nurbol Schumasqaliew | 2005 |

### Historische Ligaresultate
- Höchster Sieg: 9:0 gegen Aqschajyq Oral 2004
- Höchste Niederlage: 0:5 gegen Schenis Astana 2002; 0:5 gegen Irtysch Pawlodar 2002

## Bekannte ehemalige Spieler
| Kasachstan - Renat Abdulin (2010) - Jewgeni Awertschenko (2012) - Ruslan Baltiew (2007–2009) - Sergei Gridin (2011) - Farchadbek Irismetow (2007–2010) - Alexander Kislizyn (2011–2012) - Kairat Nurdauletow (2007–2009) - Asat Nurgalijew (2006–2010) - Sergei Ostapenko (2007) - Alexei Schapurin (2006) - Sergei Skorych (2006–2009) - Igor Soloschenko (2005–2006) - Murat Sujumaghambetow (2004–2005, 2010) - Andrei Trawin (2010) | GUS und ehemalige Sowjetunion - Karlen Mkrttschjan (2015) - Robert Sebeljan (2011) - Emil Balayev (2019) - Sergei Mošnikov (2015) - Dschaba Kankawa (2018–2020) - Vytautas Andriuškevičius (2019) - Arūnas Klimavičius (2015) - Deivydas Matulevičius (2015) - Artūras Žulpa (2016–2019) - Igor Bugaiov (2012–2015) - Andrei Corneencov (2010) - Alexandru Golban (2008–2009) - Konstantin Golowskoi (2012) - Sergei Strukow (2012) - Wladimir Baýramow (2009) - Arslan Satubaldin (2013) - Wassyl Kobin (2018) - Ruslan Lewyha (2010) - Anton Schynder (2018) - Ulugʻbek Baqoyev (2004–2007, 2010) - Michail Hardsjajtschuk (2019) - Dsmitry Parchatscheu (2010) - Ihar Sjankowitsch (2015) | Europa - Samir Bekrić (2011) - Stanimir Dimitrow (2005–2009) - Georgi Tschilikow (2009) - Alassane N’Diaye (2016) - Mensur Kurtisi (2012–2013) - Dušan Savić (2016–2017) - Vanče Šikov (2017–2018) - Nikola Tonev (2013–2014) - Tomas Šimkovič (2014–2017) - Łukasz Gikiewicz (2014) - Carlos Fonseca (2020–2021) - Ciprian Deac (2016) - Ionuț Larie (2018) - Đorđe Despotović (2017) - Nenad Šljivić (2011–2015) - Jiří Jeslínek (2014) - Filip Klapka (2010) - Štěpán Kučera (2011, 2014–2015) - Egon Vůch (2017) | Afrika - Yussuf Saleh (2013) - Senin Sebai (2019–2020) - Uche Kalu (2015) - Fernander Kassai (2016–2019) Südamerika - Jhonnes (2012–2013) |

## Trainer
(seit 2001)
| - 2001–2002: Rafik Balbabjan - 200200000: Michail Olefirenko - 2003–2004: Wladimir Muchanow - 200500000: Wladimir Patschko - 2005–2009: Dmitri Ogai - 2010–2011: Rawil Sabitow - 201100000: Sergej Petrenko - 201200000: Wjatscheslaw Hrosnyj | - 2013–2014: Sergei Masljonow - 2014–2015: Wardan Minasjan - 201500000: Sergei Masljonow - 201600000: Dmitri Ogai - 2016–2017: Omari Tetradse - 201700000: Robert Jewdokimow - 201800000: Wladimir Nikitenko - 201900000: Wladimir Gassajew |